# Ratchet and Clank: Before the Nexus
Ratchet and Clank: Before the Nexus est un jeu vidéo de plates-formes développé par Darkside Game Studios et édité par Sony Computer Entertainment, sorti sur smartphone via iOS et Android le 19 décembre 2013.
C'est un jeu dérivé de Ratchet and Clank, une franchise créée à l'origine par le studio Insomniac Games et dont les droits de licence appartiennent à Sony. Par ailleurs, mis à part Going Mobile, il s'agit du deuxième jeu vidéo de la franchise à être développé autrement que sur console de jeux vidéo.

## Système de jeu
Ratchet and Clank: Before the Nexus se présente comme un jeu mobile de plates-formes de type course à l'infini. Le joueur contrôle Ratchet sur un chemin à trois voies. Le personnage avance automatiquement en glissant sur des rails grâce à des bottes particulières (et plus rarement à pied). Le joueur déplace Ratchet de gauche à droite de l'écran tactile en glissant ses doigts dans la direction souhaitée. Un glissement vers le haut permet à Ratchet de sauter, un tapotement permet de tirer. En effet, le joueur doit survivre le plus longtemps en éliminant les ennemis dont des boss qui lui font face grâce à ses armes, sans perdre de vie, tout en récoltant des unités monétaires sur le parcours. L'argent accumulé permet d'acheter de nouvelles armes et leurs améliorations associées,. Enfin, l'accomplissement de tâches spécifiques permet d'obtenir des récompenses.
Par ailleurs, le jeu se déroule avant les évènements de Ratchet and Clank: Nexus sur PlayStation 3. Par ailleurs, à la suite de la synchronisation du compte PlayStation Network du joueur avec l'application, le Raritanium, un métal rare, accumulé par le joueur dans Before the Nexus peut être utilisé pour améliorer les armes présents dans Nexus,. En outre, Vendra et Neftin Prog, les deux antagonistes de Nexus font également leur apparition dans Before the Nexus.

## Développement
Le jeu est développé par le studio indépendant américain de développement Darkside Game Studios, lequel a déjà participé en soutien au développement de plusieurs titres sur console de salon tel que BioShock 2, Spec Ops: The Line ou encore Gears of War: Judgment,. Avec Before the Nexus, le studio qui se compose d'une cinquantaine de collaborateurs, signe sa première création sur support mobile.
De son côté, Sony souhaite, par le biais de l'application mobile, appuyer la sortie sur PlayStation 3 du jeu vidéo Ratchet and Clank: Nexus, qui est, à ce moment, la dernière création du studio Insomniac Games à l'encontre de sa franchise.
Before the Nexus sort gratuitement sur iOS et Android le 19 décembre 2013.

## Accueil
- Gamezebo : 3/5[6]
- TouchArcade : 2/5[3]
- Metacritic : 54 % (basé sur 5 critiques)[11]